# あの人が消えた
『あの人が消えた』（あのひとがきえた）は、2024年9月20日に公開された日本映画。監督・脚本は水野格、主演は高橋文哉。
「次々と人が消える」という噂のマンションを舞台に、配達員の青年が会社の先輩と2人で怪しげな住人の正体を探ろうとして、思いも寄らない大事件に巻き込まれていく姿が「先読み不可能」なミステリー・エンターテインメントとして描かれる。

## あらすじ
八谷運輸の配達員の青年・丸子は「次々と人が消える」と噂のある、いわくつきのマンションの担当になる。出入りするうちに、マンションの住人の小宮が丸子の推しのWEB小説の作家・コミヤチヒロだと判明し、身近に感じた彼女に憧れを抱く。
だが、同じマンションの住人・島崎が小宮のストーカーではないかと思わせる挙動不審な行為が何度もあり、集荷を装って訪ねた島崎の部屋には盗聴器と思われる機材があった。
丸子は小宮を守りたいという思いで、会社の先輩の荒川にも打ち明けて相談しながら、真実を探ろうとするうちに2人は思いも寄らない大事件へと巻き込まれていく。

## キャスト

### 主要人物
丸子夢久郎（まるこ むくろう）
演 - 高橋文哉
八谷運輸勤務。コロナ禍で配達員に転身して4年目だが、いまだに慣れない。
怪しげな住人の秘密を偶然知ってしまう。WEB小説作家・コミヤチヒロのファン。
荒川渉（あらかわ わたる）
演 - 田中圭
丸子の先輩配達員。いつも元気で面倒見のいい性格。丸子のことを何かと心配している。
小説家志望。小説投稿サイトに投稿しているが、コメントはほとんど付かない。

### クレマチス多摩
「次々と人が消える」という噂のマンション。
小宮千尋（こみや ちひろ）
演 - 北香那
205号室の住人。「コミヤチヒロ」名義のWEB小説作家。「スパイ転生」という小説を執筆している。
長谷部弘美（はせべ ひろみ）
演 - 坂井真紀
301号室の住人。猫と暮らしている。詮索好きのおしゃべりな女性。丸子に島崎にまつわる噂を話す。
沼田隆（ぬまた たかし）
演 - 袴田吉彦
303号室の住人。懸命に引っ越し先を探している男。
島崎健吾（しまざき けんご）
演 - 染谷将太
302号室の住人。不気味な雰囲気が漂う挙動不審な男。小宮のストーカーではないかと丸子が疑っている。
巻坂健太（まきさか けんた）
演 - 中村倫也
201号室の住人。几帳面な性格だが、ゴミの分別がなぜかできない。
流川翼（るかわ つばさ）
演 - 金澤美穂
203号室の住人。

### 警視庁
寺田雅子（てらだ まさこ）
演 - 菊地凛子
警視庁の捜査官。マンション住人らの事件の関与を疑い、調べている。

### その他
梅沢富美男（うめざわ とみお）
演 - 梅沢富美男（本人）
八谷（はちや）
演 - 三島ゆたか
八谷運輸の社長。
相馬（そうま）
演 - 富岡晃一郎
交番の警察官。丸子の依頼で島崎に事情聴取をする。
配送の客
演 - 大山竜一
丸子に遅配の文句を言う客。
刑事
演 - 阿部翔平
アナウンサー
演 - 藤井貴彦
テレビで物流に関わる人たちに対して感謝のコメントをする。
アナウンサー
演 - 安村直樹（日本テレビアナウンサー）
テレビのニュースのアナウンサー。

## スタッフ
- 監督・脚本 - 水野格
- 音楽 - カワイヒデヒロ[7]
- 主題歌 - NAQT VANE「FALLOUT」（avex trax）[8]
- 製作 - 桑原勇蔵、永山雅也、市川南[7]
- 製作統括 - 佐藤貴博[7]
- エグゼクティブプロデューサー - 飯沼伸之、福家康孝[7]
- 企画 - 櫛山慶、水野格[7]
- プロデューサー - 櫛山慶、渡久地翔[7]
- 制作プロデューサー - 星野恵、柴原祐一[7]
- アソシエイトプロデューサー - 片山暁穂[7]
- 撮影 - 谷康生[7]
- 照明 - 高井大樹[7]
- 美術 - 小泉博康[7]
- 装飾 - 池田亮平[7]
- 録音 - 高島良太[7]
- 編集 - 相良直一郎[7]
- 衣装 - 加藤みゆき[7]
- ヘアメイク - 内城千栄子[7]
- リレコーディングミキサー - 野村みき[7]
- サウンドデザイン - 大保達哉[7]
- キャスティング - 梓菜穂子[7]
- 助監督 - 黒田健介[7]
- 制作担当 - 三橋祐也[7]
- ラインプロデューサー - 濱松洋一[7]
- 宣伝プロデューサー - 菊地智男
- 協賛 - 小説家になろう
- 配給 - TOHO NEXT[7]
- 制作プロダクション - 日テレアックスオン、ダブ[9]
- 製作 -「あの人が消えた」製作委員会（日本テレビ放送網、日活、東宝）[9]

## 主なロケ地
神奈川県横浜市南区
- 横浜 平楽園… 小宮たちの住むマンション「クレマチス多摩」として撮影された。

横浜市中区
- 喫茶TAKEYA… 小宮と島崎が話す喫茶店として撮影された。

## ノベライズ
- 著者:古川春秋、原案:水野格『小説版 あの人が消えた』（2024年9月9日発売、角川文庫）[10]、ISBN 978-4-04-115377-2